# Ashe (cantante)
Ashe, pseudonimo di Ashlyn Rae Willson (San Jose, 24 aprile 1993), è una cantante statunitense.

## Biografia
Originaria di San Jose, ha frequentato e si è laureata presso il Berklee College of Music. Ha intrapreso la propria attività musicale nel 2017, anno in cui ha firmato un contratto con la Mom + Pop Music. Ha trovato successo con il singolo Let You Get Away, realizzato con Shaun Frank, che oltre ad entrare nella Canadian Hot 100, è stato certificato oro dalla Music Canada con oltre 40 000 unità totalizzate e ha ottenuto una candidatura al Juno Award, il principale riconoscimento musicale canadese. Durante il mese di aprile 2017 è stata selezionata come artista di apertura delle tappe statunitensi del Memories Do Not Open Tour dei Chainsmokers e si è esibita al festival di Coachella, mentre verso la fine del medesimo anno è andata in tournée negli Stati Uniti d'America con Louis the Child, Lauv e Whethan.
Nel 2018 è uscito l'EP di debutto The Rabbit Hole, seguito da Moral of the Story: Chapter 1 e Moral of the Story: Chapter 2, progetti la cui produzione è stata affidata a Finneas O'Connell. Moral of the Story: Chapter 1 è stato il più fortunato, poiché ha fatto il proprio ingresso nella Billboard 200 e nella Canadian Albums, ed è stato trainato da Moral of the Story, che è entrato nella graduatoria dei singoli in più di quindici paesi, tra cui Australia, Canada, Paesi Bassi e Stati Uniti. Il brano, per aver totalizzato 500 000 unità in quest'ultimo territorio e 600 000 in suolo britannico, ha rispettivamente conseguito la certificazione d'oro e di platino. L'artista ha successivamente registrato una versione alternativa del pezzo con la partecipazione di Niall Horan, promuovendola al Late Late Show di James Corden.
A maggio 2021 è stato messo in commercio il primo album in studio Ashlyn, che ha valso alla cantante la sua seconda entrata nella classifica degli album statunitense. Dal disco sono stati estratti svariati singoli, di cui uno inciso con Finneas, che è entrato al 75º posto nella Irish Singles Chart ed è stato cantato in duetto al Jimmy Kimmel Live!. Con il fine di promuovere l'album, l'interprete ha dato al via ad una tournée con tappe fissate in America del Nord e Europa tra settembre 2021 e maggio 2022.
Nell'ottobre 2022, dopo aver pubblicato diversi singoli, l'artista ha reso disponibile il suo secondo LP Rae.

## Discografia

### Album in studio
- 2021 – Ashlyn
- 2022 – Rae
- 2024 – Willson

### EP
- 2018 – The Rabbit Hole
- 2019 – Moral of the Story: Chapter 1
- 2019 – Moral of the Story: Chapter 2

### Singoli
- 2017 – World on Fire (con i Louis the Child)
- 2017 – Used to It
- 2017 – Girl Who Cried Wolf
- 2018 – Choirs
- 2018 – Love Me for the Weekend (con i Party Pupils)
- 2019 – Moral of the Story (solo o feat. Niall Horan)
- 2019 – Bachelorette
- 2019 – In Disguise
- 2019 – Cold in California
- 2019 – Monday (con Filolus)
- 2020 – Save Myself
- 2021 – The Same/Real Love
- 2021 – Till Forever Falls Apart (con Finneas)
- 2021 – I'm Fine
- 2021 – When I'm Older
- 2021 – Me Without You
- 2022 – Another Man's Jeans
- 2022 – Hope You're Not Happy
- 2022 – Angry Woman
- 2022 – Missing You (con Stephen Sanchez)
- 2024 – Running Out of Time
- 2024 – I Wanna Love You (but I Don't)/I Hope You Die First
- 2024 – Ashe
- 2024 – Pushing Daisies (con Suki Waterhouse)
- 2024 – Have Yourself a Merry Little Christmas

### Collaborazioni
- 2015 – Sleep Alone (Ben Phipps feat. Ashe)
- 2016 – Don't Look Back (Ben Phipps feat. Ashe)
- 2016 – Alive (Ben Phipps feat. Ashe)
- 2016 – Let You Get Away (Shaun Frank feat. Ashe)
- 2017 – Rewind (Louis Futon feat. Ashe & Armani White)
- 2017 – Right to It (Louis the Child feat. Ashe)
- 2018 – Get Lost (Bearson feat. Ashe)
- 2019 – Friends (Big Gigantic feat. Ashe)
- 2019 – Never Enough (Craves feat. Ashe)

## Riconoscimenti
- BMI London Awards
  - 2021 – Most-Performed Song per Moral of the Story[21]

- iHeartRadio Music Awards
  - 2021 – Candidatura al Miglior nuovo artista alternativo/rock[22]

- Juno Awards
  - 2017 – Candidatura alla Registrazione dance dell'anno per Let You Get Away[8]